# Alpaida acuta
Alpaida acuta är en spindelart som först beskrevs av Eugen von Keyserling 1865.  Alpaida acuta ingår i släktet Alpaida och familjen hjulspindlar. Inga underarter finns listade i Catalogue of Life.